# Batrachophrynus macrostomus
Batrachophrynus macrostomus és una espècie de granota que viu al Perú.